# Disporella canaliculata
Disporella canaliculata is een mosdiertjessoort uit de familie van de Lichenoporidae. De wetenschappelijke naam van de soort is voor het eerst geldig gepubliceerd in 1876 door Busk.